# Bandar Padang
Bandar Padang is een bestuurslaag in het regentschap Indragiri Hulu van de provincie Riau, Indonesië. Bandar Padang telt 1764 inwoners (volkstelling 2010).